# Coulonges-Thouarsais
Coulonges-Thouarsais is een gemeente in het Franse departement Deux-Sèvres (regio Nouvelle-Aquitaine) en telt 383 inwoners (1999). De plaats maakt deel uit van het arrondissement Bressuire.

## Geografie
De oppervlakte van Coulonges-Thouarsais bedraagt 17,5 km², de bevolkingsdichtheid is 21,9 inwoners per km².
De onderstaande kaart toont de ligging van Coulonges-Thouarsais met de belangrijkste infrastructuur en aangrenzende gemeenten.

## Demografie
Onderstaande figuur toont het verloop van het inwonertal (bron: INSEE-tellingen).